# Wereldkampioenschap superbike van Assen 2005
Het wereldkampioenschap superbike van Assen 2005 was de negende ronde van het wereldkampioenschap superbike en het wereldkampioenschap Supersport 2005. De races werden verreden op 4 september 2005 op het TT-Circuit Assen nabij Assen, Nederland.
Sébastien Charpentier werd gekroond tot kampioen in de Supersport-klasse met een tweede plaats in de race, wat genoeg was om zijn laatste concurrenten Katsuaki Fujiwara en Kevin Curtain voor te kunnen blijven.

## Superbike

### Race 1
| Pos | Nr  | Rijder                   | Constructeur | Rondes | Tijd                | Grid | Punten |
| --- | --- | ------------------------ | ------------ | ------ | ------------------- | ---- | ------ |
| 1   | 77  | Chris Vermeulen          | Honda        | 16     | 33:36.029           | 1    | 25     |
| 2   | 1   | James Toseland           | Ducati       | 16     | +3.396              | 2    | 20     |
| 3   | 41  | Noriyuki Haga            | Yamaha       | 16     | +4.876              | 4    | 16     |
| 4   | 11  | Troy Corser              | Suzuki       | 16     | +6.815              | 3    | 13     |
| 5   | 88  | Andrew Pitt              | Yamaha       | 16     | +10.075             | 6    | 11     |
| 6   | 71  | Yukio Kagayama           | Suzuki       | 16     | +12.526             | 7    | 10     |
| 7   | 57  | Lorenzo Lanzi            | Ducati       | 16     | +12.661             | 10   | 9      |
| 8   | 76  | Max Neukirchner          | Honda        | 16     | +20.595             | 12   | 8      |
| 9   | 31  | Karl Muggeridge          | Honda        | 16     | +20.872             | 5    | 7      |
| 10  | 7   | Pierfrancesco Chili      | Honda        | 16     | +27.691             | 9    | 6      |
| 11  | 8   | Ivan Clementi            | Ducati       | 16     | +36.444             | 11   | 5      |
| 12  | 32  | Sébastien Gimbert        | Yamaha       | 16     | +36.844             | 17   | 4      |
| 13  | 24  | Garry McCoy              | Petronas     | 16     | +37.012             | 22   | 3      |
| 14  | 99  | Steve Martin             | Petronas     | 16     | +39.262             | 8    | 2      |
| 15  | 200 | Giovanni Bussei          | Kawasaki     | 16     | +39.339             | 24   | 1      |
| 16  | 45  | Gianluca Vizziello       | Yamaha       | 16     | +40.702             | 14   |        |
| 17  | 30  | José Luis Cardoso        | Yamaha       | 16     | +48.399             | 21   |        |
| 18  | 155 | Ben Bostrom              | Honda        | 16     | +49.359             | 16   |        |
| 19  | 6   | Mauro Sanchini           | Kawasaki     | 16     | +56.678             | 25   |        |
| 20  | 33  | Jurgen van den Goorbergh | Suzuki       | 16     | +1:03.440           | 23   |        |
| 21  | 17  | Miguel Praia             | Yamaha       | 16     | +1:27.412           | 28   |        |
| 22  | 85  | Robert Menzen            | Suzuki       | 16     | +1:35.286           | 29   |        |
| 23  | 83  | Paul Mooijman            | Yamaha       | 16     | +1:41.900           | 32   |        |
| DNF | 3   | Norifumi Abe             | Yamaha       | 13     | Uitgevallen         | 15   |        |
| DNF | 25  | Alessio Velini           | Ducati       | 11     | Uitgevallen         | 26   |        |
| DNF | 82  | Bob Withag               | Yamaha       | 11     | Ongeluk             | 31   |        |
| DNF | 21  | Michel Nickmans          | Yamaha       | 9      | Uitgevallen         | 30   |        |
| DNF | 20  | Marco Borciani           | Ducati       | 8      | Uitgevallen         | 18   |        |
| DNF | 23  | Jiří Mrkývka             | Ducati       | 5      | Uitgevallen         | 33   |        |
| DNF | 19  | Lucio Pedercini          | Ducati       | 4      | Uitgevallen         | 27   |        |
| DNF | 12  | Lorenzo Alfonsi          | Yamaha       | 2      | Ongeluk             | 20   |        |
| DNF | 9   | Chris Walker             | Kawasaki     | 0      | Ongeluk             | 13   |        |
| DNS | 55  | Régis Laconi             | Ducati       | 0      | Niet gestart        |      |        |
| DNQ | 86  | Bertus Folkertsma        | Suzuki       | 0      | Niet gekwalificeerd |      |        |

### Race 2
| Pos | Nr  | Rijder                   | Constructeur | Rondes | Tijd                | Grid | Punten |
| --- | --- | ------------------------ | ------------ | ------ | ------------------- | ---- | ------ |
| 1   | 77  | Chris Vermeulen          | Honda        | 16     | 33:34.053           | 1    | 25     |
| 2   | 41  | Noriyuki Haga            | Yamaha       | 16     | +0.085              | 4    | 20     |
| 3   | 1   | James Toseland           | Ducati       | 16     | +3.318              | 2    | 16     |
| 4   | 11  | Troy Corser              | Suzuki       | 16     | +5.938              | 3    | 13     |
| 5   | 88  | Andrew Pitt              | Yamaha       | 16     | +6.394              | 6    | 11     |
| 6   | 57  | Lorenzo Lanzi            | Ducati       | 16     | +16.480             | 10   | 10     |
| 7   | 76  | Max Neukirchner          | Honda        | 16     | +17.255             | 12   | 9      |
| 8   | 31  | Karl Muggeridge          | Honda        | 16     | +22.338             | 5    | 8      |
| 9   | 3   | Norifumi Abe             | Yamaha       | 16     | +30.801             | 15   | 7      |
| 10  | 155 | Ben Bostrom              | Honda        | 16     | +34.071             | 16   | 6      |
| 11  | 71  | Yukio Kagayama           | Suzuki       | 16     | +36.480             | 7    | 5      |
| 12  | 24  | Garry McCoy              | Petronas     | 16     | +36.658             | 22   | 4      |
| 13  | 32  | Sébastien Gimbert        | Yamaha       | 16     | +37.165             | 17   | 3      |
| 14  | 7   | Pierfrancesco Chili      | Honda        | 16     | +37.888             | 9    | 2      |
| 15  | 200 | Giovanni Bussei          | Kawasaki     | 16     | +38.414             | 24   | 1      |
| 16  | 99  | Steve Martin             | Petronas     | 16     | +40.110             | 8    |        |
| 17  | 33  | Jurgen van den Goorbergh | Suzuki       | 16     | +42.910             | 23   |        |
| 18  | 25  | Alessio Velini           | Ducati       | 16     | +1:16.543           | 26   |        |
| 19  | 17  | Miguel Praia             | Yamaha       | 16     | +1:16.863           | 28   |        |
| 20  | 21  | Michel Nickmans          | Yamaha       | 16     | +1:36.225           | 30   |        |
| 21  | 85  | Robert Menzen            | Suzuki       | 16     | +1:41.227           | 29   |        |
| 22  | 83  | Paul Mooijman            | Yamaha       | 16     | +2:04.053           | 32   |        |
| DNF | 8   | Ivan Clementi            | Ducati       | 11     | Uitgevallen         | 11   |        |
| DNF | 23  | Jiří Mrkývka             | Ducati       | 10     | Uitgevallen         | 33   |        |
| DNF | 45  | Gianluca Vizziello       | Yamaha       | 8      | Uitgevallen         | 14   |        |
| DNF | 6   | Mauro Sanchini           | Kawasaki     | 6      | Ongeluk             | 25   |        |
| DNF | 12  | Lorenzo Alfonsi          | Yamaha       | 6      | Ongeluk             | 20   |        |
| DNF | 30  | José Luis Cardoso        | Yamaha       | 6      | Uitgevallen         | 21   |        |
| DNF | 19  | Lucio Pedercini          | Ducati       | 6      | Uitgevallen         | 27   |        |
| DNS | 9   | Chris Walker             | Kawasaki     | 0      | Niet gestart        | 13   |        |
| DNS | 82  | Bob Withag               | Yamaha       | 0      | Niet gestart        | 31   |        |
| DNS | 55  | Régis Laconi             | Ducati       | 0      | Niet gestart        |      |        |
| DNQ | 86  | Bertus Folkertsma        | Suzuki       | 0      | Niet gekwalificeerd |      |        |

## Supersport
| Pos | Nr  | Rijder                | Constructeur | Rondes | Tijd         | Grid | Punten |
| --- | --- | --------------------- | ------------ | ------ | ------------ | ---- | ------ |
| 1   | 99  | Fabien Foret          | Honda        | 16     | 34:37.800    | 5    | 25     |
| 2   | 16  | Sébastien Charpentier | Honda        | 16     | +0.258       | 1    | 20     |
| 3   | 84  | Michel Fabrizio       | Honda        | 16     | +1.109       | 3    | 16     |
| 4   | 11  | Kevin Curtain         | Yamaha       | 16     | +1.380       | 4    | 13     |
| 5   | 21  | Katsuaki Fujiwara     | Honda        | 16     | +5.490       | 2    | 11     |
| 6   | 127 | Robbin Harms          | Honda        | 16     | +10.430      | 9    | 10     |
| 7   | 23  | Broc Parkes           | Yamaha       | 16     | +16.765      | 10   | 9      |
| 8   | 8   | Stéphane Chambon      | Honda        | 16     | +25.592      | 7    | 8      |
| 9   | 25  | Tatu Lauslehto        | Honda        | 16     | +25.648      | 11   | 7      |
| 10  | 12  | Javier Forés          | Suzuki       | 16     | +25.656      | 13   | 6      |
| 11  | 42  | Matthieu Lagrive      | Suzuki       | 16     | +25.870      | 12   | 5      |
| 12  | 116 | Johan Stigefelt       | Honda        | 16     | +26.015      | 15   | 4      |
| 13  | 81  | Arie Vos              | Honda        | 16     | +26.017      | 14   | 3      |
| 14  | 19  | Jarno Janssen         | Suzuki       | 16     | +37.278      | 19   | 2      |
| 15  | 50  | Vesa Kallio           | Yamaha       | 16     | +38.087      | 21   | 1      |
| 16  | 47  | Jarno van der Marel   | Suzuki       | 16     | +49.802      | 25   |        |
| 17  | 27  | Tom Tunstall          | Honda        | 16     | +50.378      | 23   |        |
| 18  | 67  | Nicolai Sørensen      | Honda        | 16     | +56.273      | 20   |        |
| 19  | 92  | Joan Veijer           | Honda        | 16     | +1:07.191    | 28   |        |
| 20  | 97  | Mile Pajic            | Kawasaki     | 16     | +1:07.646    | 30   |        |
| 21  | 59  | Paweł Szkopek         | Honda        | 16     | +1:10.295    | 26   |        |
| 22  | 93  | Allard Kerkhoven      | Suzuki       | 16     | +1:14.248    | 29   |        |
| 23  | 51  | Robert Gianfardoni    | Kawasaki     | 16     | +2:06.425    | 31   |        |
| DNF | 18  | Cristiano Migliorati  | Kawasaki     | 15     | Ongeluk      | 16   |        |
| DNF | 28  | Sami Penna            | Honda        | 15     | Ongeluk      | 18   |        |
| DNF | 88  | Julien Enjolras       | Yamaha       | 11     | Uitgevallen  | 17   |        |
| DNF | 58  | Tomáš Mikšovský       | Honda        | 10     | Ongeluk      | 24   |        |
| DNF | 100 | Topi Haarala          | Honda        | 8      | Uitgevallen  | 22   |        |
| DNF | 13  | Alessio Corradi       | Ducati       | 5      | Uitgevallen  | 8    |        |
| DNS | 14  | Andrea Berta          | Ducati       | 0      | Niet gestart |      |        |
| DNS | 69  | Gianluca Nannelli     | Ducati       | 0      | Niet gestart |      |        |

## Tussenstanden na wedstrijd

### Superbike
| Pos | Nr | Rijder          | Team   | Punten |
| --- | -- | --------------- | ------ | ------ |
| 1   | 11 | Troy Corser     | Suzuki | 370    |
| 2   | 77 | Chris Vermeulen | Honda  | 284    |
| 3   | 55 | Régis Laconi    | Ducati | 214    |
| 4   | 41 | Noriyuki Haga   | Yamaha | 203    |
| 5   | 1  | James Toseland  | Ducati | 197    |

### Supersport
| Pos | Nr | Rijder                | Team   | Punten |
| --- | -- | --------------------- | ------ | ------ |
| 1   | 16 | Sébastien Charpentier | Honda  | 210    |
| 2   | 21 | Katsuaki Fujiwara     | Honda  | 127    |
| 3   | 11 | Kevin Curtain         | Yamaha | 122    |
| 4   | 99 | Fabien Foret          | Honda  | 110    |
| 5   | 84 | Michel Fabrizio       | Honda  | 98     |

1992 · 1993 · 1994 · 1995 · 1996 · 1997 · 1998 · 1999 · 2000 · 2001 · 2002 · 2003 · 2004 · 2005 · 2006 · 2007 · 2008 · 2009 · 2010 · 2011 · 2012 · 2013 · 2014 · 2015 · 2016 · 2017 · 2018 · 2019 · 2021 · 2022 · 2023 · 2024 · 2025